# جنوب كوفنتري (دائرة انتخابية في المملكة المتحدة)
جنوب كوفنتري (بالإنجليزية: Coventry South)‏ هي إحدى الدوائر الانتخابية في المملكة المتحدة الممثلة في مجلس العموم في برلمان المملكة المتحدة.
عضو البرلمان الذي يمثلها حالياً هو :Mr Jim Cunningham (Lab).